# Drassodes luteomicans
Drassodes luteomicans är en spindelart som först beskrevs av Simon 1878.  Drassodes luteomicans ingår i släktet Drassodes och familjen plattbuksspindlar. Inga underarter finns listade i Catalogue of Life.